# Alfred Beit

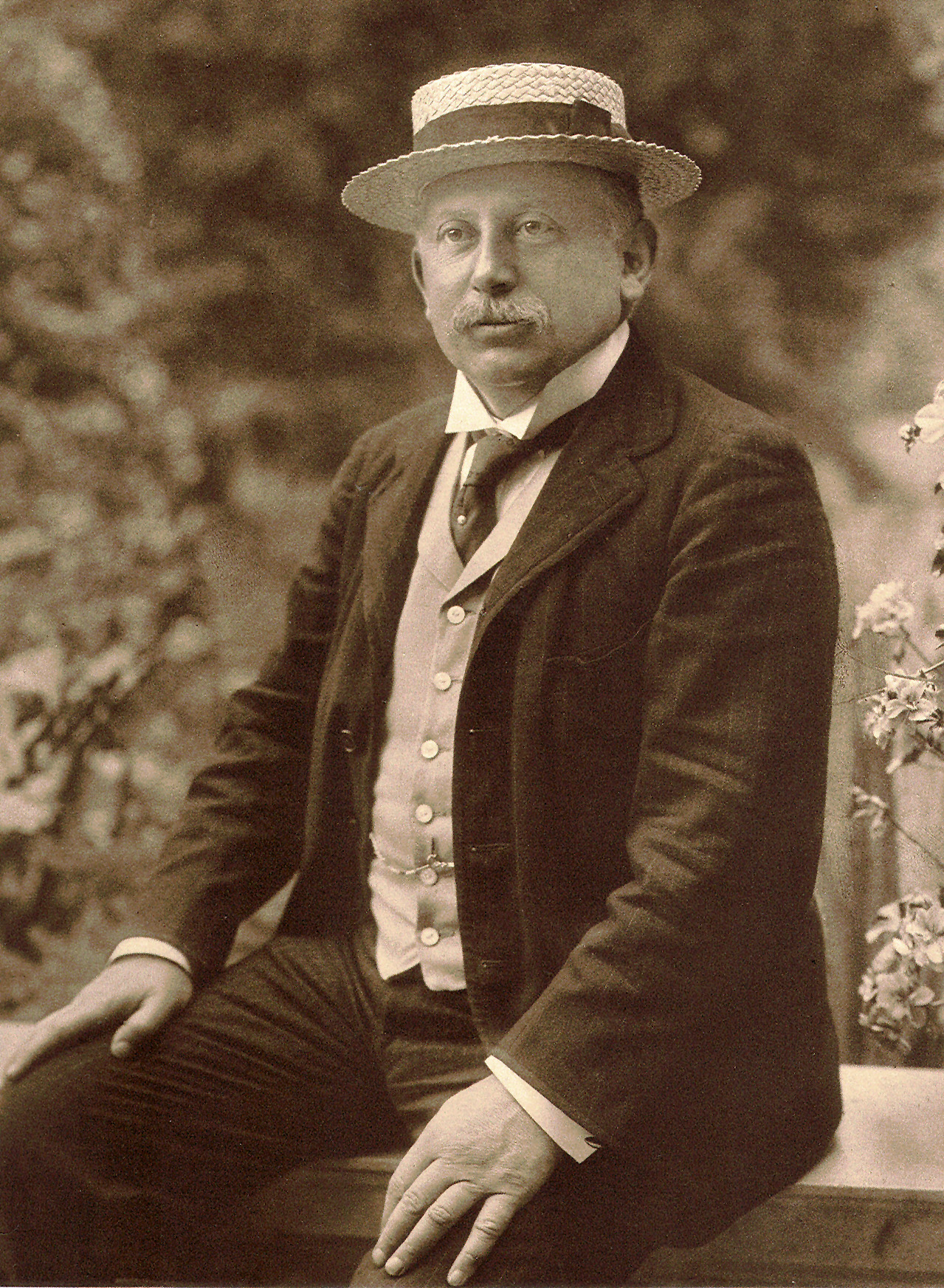
Alfred Beit, (1905)

Alfred Beit (Hamburgo, 15 de febrero de 1853-Welwyn, 16 de julio de 1906) fue un magnate, propietario de minas de oro y diamantes en Sudáfrica, destacado filántropo e impulsor del desarrollo de la infraestructura en el continente africano. También donó mucho dinero a la investigación y educación universitaria en varios países, y fue el «socio silencioso» que estructuró la fuga de capitales desde Sudáfrica hacia Rodesia durante la guerra anglo-bóer, y la creación de la beca Rhodes, en honor a su compañero y amigo, Cecil Rhodes.

## Vida y la creación de su imperio empresarial

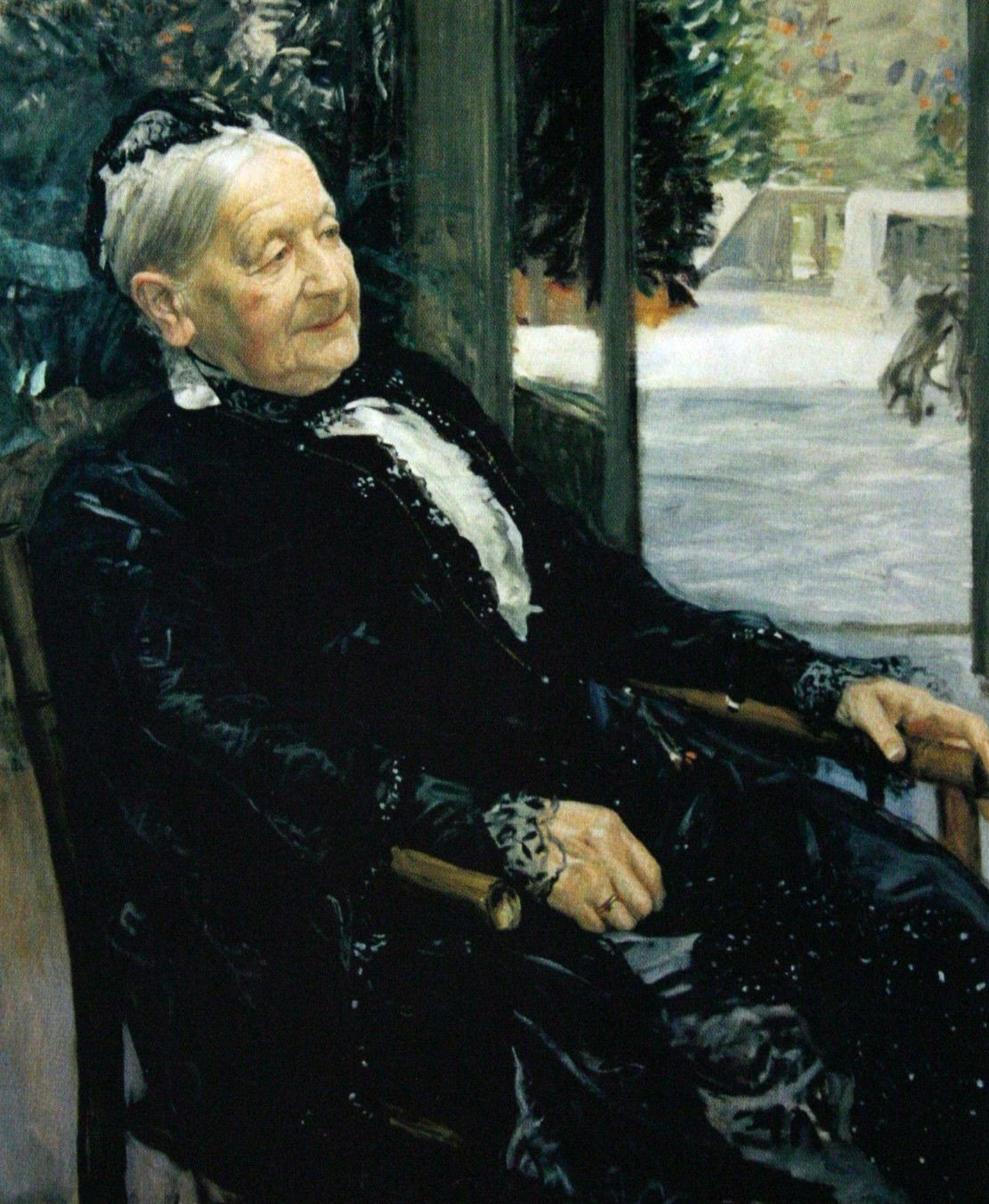
Señora Laura Beit (madre de Alfred y Otto Beit), por Leopold von Kalckreuth

Fue el segundo de seis hermanos y el primer varón de una familia judía de clase alta. Entre sus hermanos estaba el futuro empresario y filántropo, Otto Beit. Se crio en su ciudad natal y fue un estudiante poco prometedor. Fue aprendiz en Jules Porgès & Cie, la firma de diamantes en Ámsterdam, donde desarrolló un talento para examinar piedras.
Hizo su primera fortuna en especulación inmobiliaria. Respondiendo a una demanda para premisas empresariales, compró una parcela de tierra y construyó doce cobertizos de hierro corrugado para oficinas y alquiló once mensualmente y conservó uno para él mismo. Doce años después, vendió aquella parcela de tierra a un considerable precio.
Posterior a la huelga de diamantes en Kimberley, Beit viajó a aquella ciudad en 1875, con el fin de realizar una firma para comprar diamantes. Tuvo una amistad empresarial con Cecil Rhodes a través de su rol en la Kimberley Central Company. Beit estuvo cautivado por la charla de Rhodes sobre los ''grandes esquemas''. Juntos,  procedieron a comprar diversas empresas de excavación y a eliminar a la competencia, como Barney Barnato. Rápidamente, Beit se convirtió en miembro del grupo financiero que adquirió el control de las demandas de diamantes en las mineras Central, Dutoitspan, y las mineras del grupo De Beers. Rhodes fue un político activo y Beit le proporcionó mucha planificación y respaldo financiero.
Los intereses diamantíferos de Beit, se concentraban principalmente en la mina Kimberley. Concentró su principal atención hacia la Kimberley Central Company con el objetivo de expandir sus intereses. Fue figura clave en el surgimiento de esta compañía.

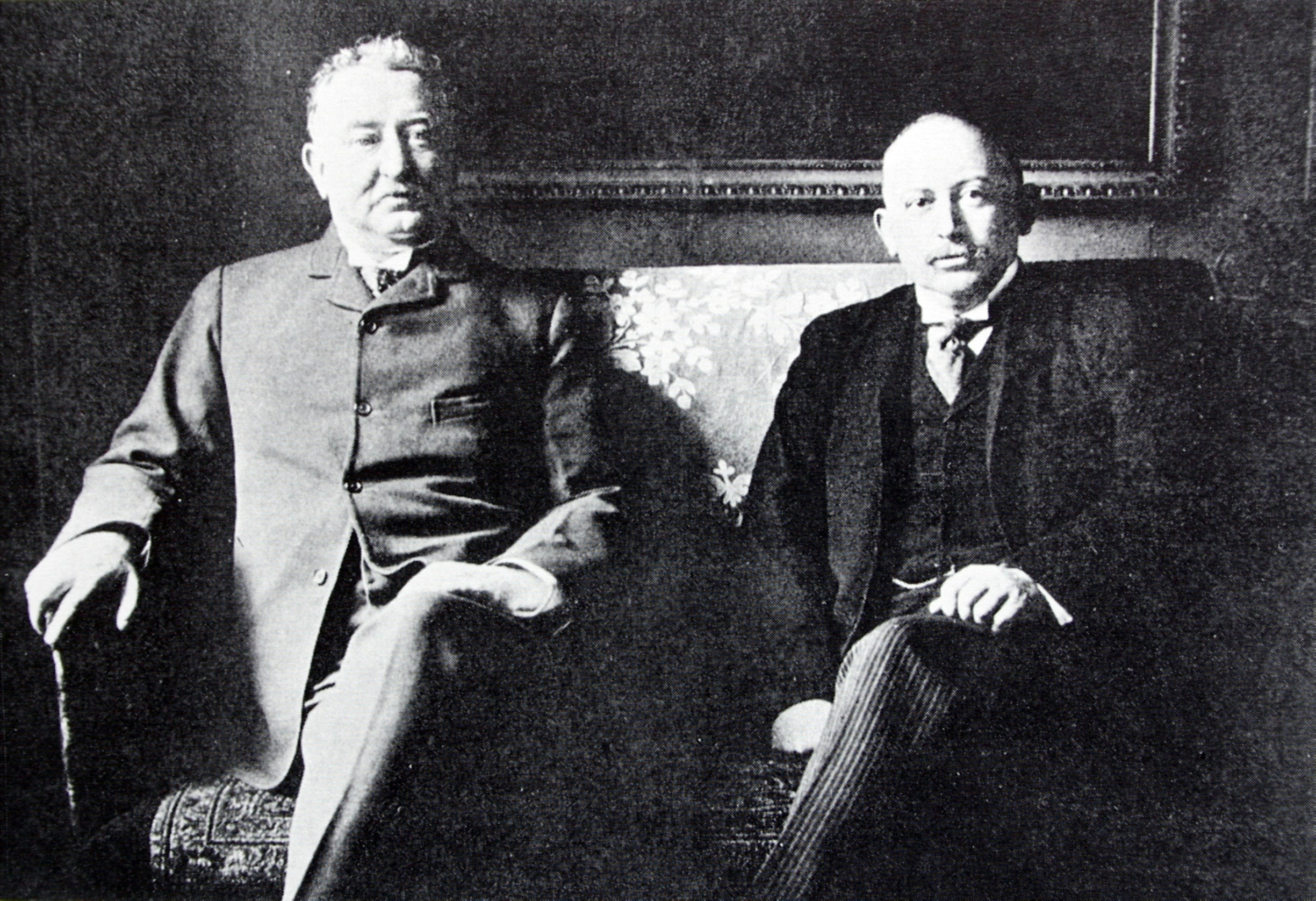
Cecil Rhodes (izquierda) y Alfred Beit (derecha)

En 1886 Beit amplió sus intereses hacia las recién descubiertas minas de oro en Witwatersrand y obtuvo una gran recaudación. En sus aventuras empresariales en el lugar, trabajaron los financieros Hermann Eckstein y Sir Joseph Robinson. Fundó el Robertson Syndicate y la empresa de Wernher, Beit & Co.  Importó ingenieros mineros desde los EE. UU. y fue uno de los pioneros en adoptar la minería a gran escala. Supuestamente Rhodes recibió concesiones del rey matabele Lobengula, debido a que Beit había fundado la Compañía Británica de Sudáfrica en 1888.
Beit se convirtió en gobernador vitalicio de De Beers y también director de numerosas compañías como Rand Mines, Rhodesia Railways y el Beira Railway Company.
En 1888 Beit se trasladó a Londres, en donde él creía que podía manejar mejor su imperio financiero y apoyó a Rhodes en sus ambiciones en el Sur de África. Beit viajó a Tewin Water, cerca de Welwyn, una gran casa de Regencia con tendencias victorianas y 7.000 acres (28 km²), y estaba a unas cuantas millas de Julius Wernher, quién compró la casa Luton Hoo, con 5.218 acres (21.1 km²).
Inspirado por la visión imperialista de Rhodes,  participó en la planificación y financiación de la fallida Jameson Raid hacia finales de 1895, que pretendía provocar una rebelión en la República Sudafricana en la Provincia de Transvaal.[cita requerida] Como resultado de esta debacle, Rhodes renunció como Primer ministro, y tanto él como Beit fueron declarados culpables por una investigación llevada a cabo por la Cámara de los Comunes. Beit se vio forzado a renunciar a su cargo como director de la Compañía privilegiada, pero fue elegido vicepresidente de la Compañía Británica de Sudáfrica unos cuantos años después. Con la muerte de Rhodes en 1902, Beit, cuando uno de los fideicomisarios, ayudó a controlar la enorme finca, actualmente siendo ayudada por la familia Oppenheimer de De Beers y Anglo American plc.
Beit nunca se casó, ni tampoco tuvo hijos. Falleción en Tewin Water, cerca de Tewin, Hertfordshire el 16 de julio de 1906 después de presenciar un deterioro rápido en su salud. Dejó un patrimonio de £8.049.886 (equivalente a £4.03 mil millones en 2010).[3]

## El Beit Trust y otras donaciones

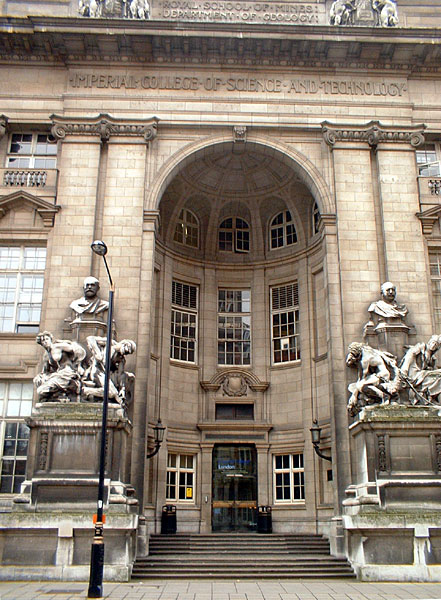
Imperial College London

Durante su vida, Beit en 1905 fundó una cátedra de historia colonial en la Universidad de Oxford, en la que actualmente es Profesor Beit de Historia de la Commonwealth Británica. En 1906 realizó la donación de dos millones de marcos al capital social de la Hamburgische Wissenschaftliche Stiftung, una organización benéfica para gastar su interés para el beneficio de un precursor de la Universidad de Hamburgo.
En su testamento estableció que el Beit Trust recibiera una considerable suma de dinero (£1.200.000) para el desarrollo de la infraestructura en la antigua Rodesia del Norte y Rodesia del Sur, más tarde modificado para la investigación y educación universitaria en Zimbabue, Zambia y Malaui.
Entre los proyectos de infraestructuras más importantes realizados por el Beit Trust, fueron el Puente Birchenough en Rodesia del Sur, que lleva el nombre de Sir Henry Birchenough[cita requerida], presidente del Beit Trust de 1931 hasta 1937, y cuyas cenizas están enterradas debajo de la estructura del puente. Ralph Freeman, el diseñador del puente, fue también el diseñador estructural del Puente de la bahía de Sídney y debido a ello, ambos puentes tienen una semejanza cercana, a pesar de que Birchenough es solo dos tercio más largo que el puente australiano. Este fue construido por Dorman Long y finalizado en 1935. Con una longitud de 1080 pies (329 m)  se convirtió en el tercer puente más largo de suspensión de un solo arco, durante un largo período.
En reconocimiento de su legado la Escuela Real de Minas, una facultad de Imperial College London, erigió un gran monumento a Beit flanqueando la entrada a su edificio. Los pasillos residenciales del Imperial College en la Calle del Príncipe Consorte, fueron nombradas en su honor.